# Grandfontaine-sur-Creuse
Grandfontaine-sur-Creuse – miejscowość i gmina we Francji, w regionie Burgundia-Franche-Comté, w departamencie Doubs.
Według danych na rok 1990 gminę zamieszkiwało 70 osób, a gęstość zaludnienia wynosiła 12 osób/km² (wśród 1786 gmin Franche-Comté Grandfontaine-sur-Creuse plasuje się na 673. miejscu pod względem liczby ludności, natomiast pod względem powierzchni na miejscu 737.).